# Johann David Bell
Johann David Bell, född 1754 och död 1794, var en tysk skådespelare.
Bell var 1777-79 anställd vid hovteatern i Gotha och från 1779 vid nationalteatern i Mannheim. Bell var en av den unga tyska teaterns första begåvningar. Bland hans roller märks främst Muley Hassan i Fiesco, Miller i Kabal och kärlek, där han var den förste som framförde rollerna.